# レイ・コリンズ (ハイベリーのコリンズ男爵)
レイ・エドワード・ハリー・コリンズ（英語: Ray Edward Harry Collins、1954年12月21日 - ）は、イギリスの一代貴族、労働組合運動家。

## 経歴
1984年に運輸および一般労働者組合 (TGWU) の中央事務局長 (Central Office Manager) に指名され、以降、1990年代には事務統括者 (Head of Administration)、1999年には書記長補 (Assistant General Secretary) と肩書きの呼び方は変わりながら実質的に同じであったこの地位を、2008年まで維持した。労働党の党員歴は30年以上あり、1970年イギリス総選挙以降すべての総選挙で同党を支援した。
2007年12月、『PinkNews』はイギリスの政界における有力なLGBTの人物の第27位にコリンズの名を挙げた。コリンズは、TGWUがアミカスと合流して、イギリス最大級の労働組合のひとつであるユナイト労働組合に再編された一連の動きを後押しした。
2008年6月12日に労働党の書記長に任じられた。コリンズが労働党の舵取り役を引き受けたのは、党が財政的に破綻しかけていると報じられたためであった。2008年5月、選挙管理委員会は、労働党が1780万ポンドの債務超過に陥っているとする統計を公表した。
2011年1月20日、コリンズは一代貴族として受爵し、イズリントン・ロンドン特別区のハイベリー地区にちなむハイベリーのコリンズ男爵 (英語: Baron Collins of Highbury) となった。1月24日には貴族院議員に任じられ、労働党ベンチに席を占めるようになった。2011年には院内幹事に任命された。2013年には、国際開発問題に関する貴族院労働党のスポークスパーソンに任じられた。